# 청주기상지청

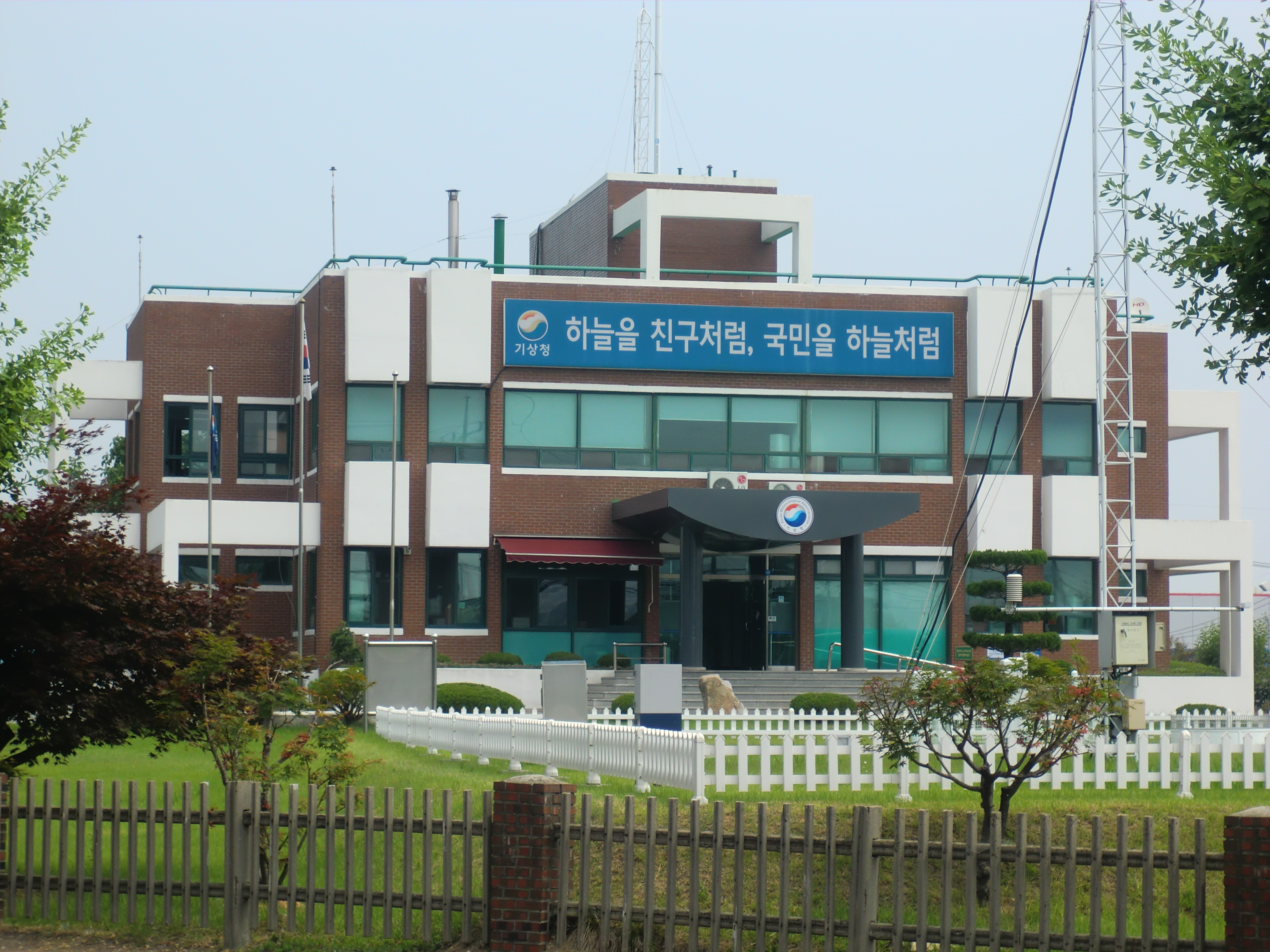
청주기상대

청주기상지청(淸州氣象支廳)은 충청북도에서 대전지방기상청장의 소관 사무를 분장하는 대전지방기상청의 소속기관이다. 청주기상지청장은 4급으로 보한다.

## 연혁
- 1966년 10월: 중앙관상대 청주측후소 신설
- 1981년 12월: 중앙기상대 청주측후소로 개칭
- 1987년 12월: 대전지방기상대 청주측후소로 개칭
- 1992년 3월: 대전지방기상청 청주기상대로 개칭
- 1995년 12월: 현 청주기상대 청사 신축
- 1996년 12월: 소속기관 청주공항기상관측소 신설
- 2008년 10월: 특정보관서로확대개편
- 2015년 7월: 대전지방기상청 청주기상지청 승격

## 주요 업무
- 관할지역 기상예보 (동네예보, 주간예보, 장기예보)
- 관할지역 기상특보 및 방재
- 관할지역의 기상감시ㆍ관측, 기상관측장비의 운영

## 같이 보기
- 기상청
- 대전지방기상청